# Roland Deines

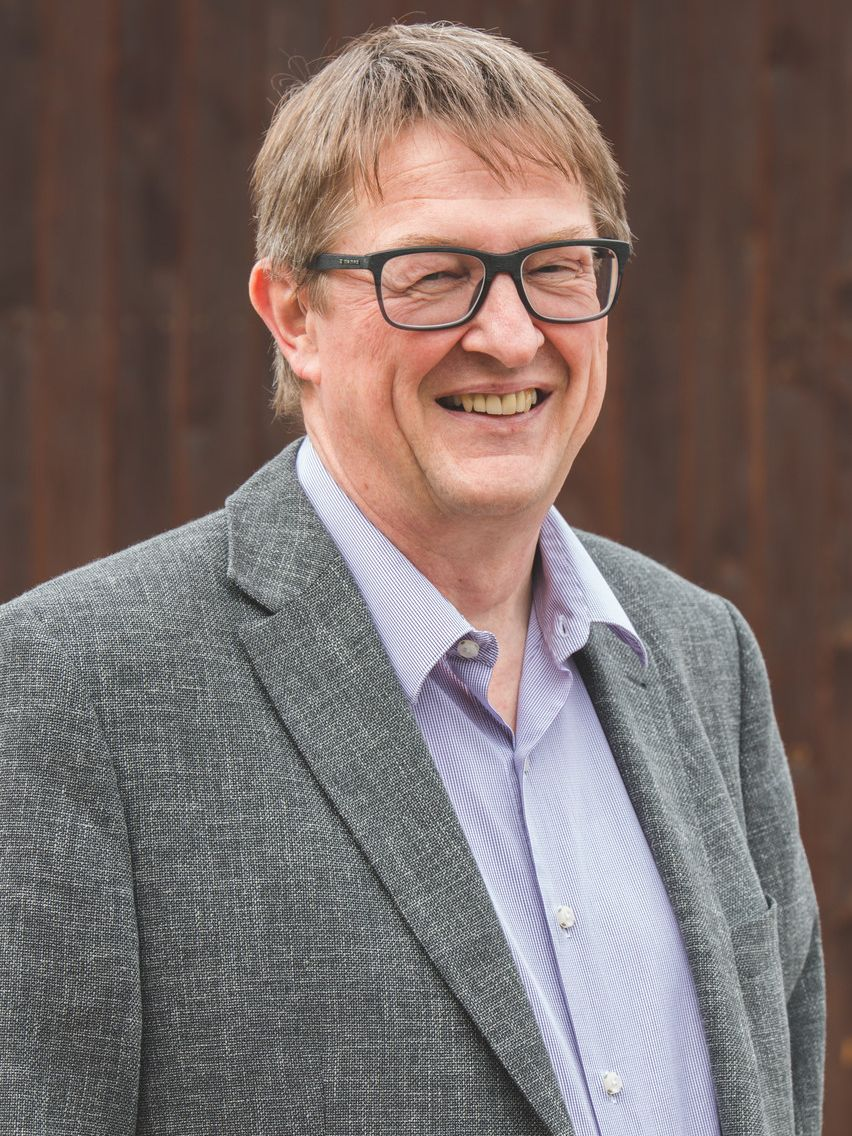
Roland Deines 2018

Roland Deines (* 7. Januar 1961 in Herrenberg) ist ein deutscher evangelischer Theologe, Pfarrer der Württembergischen Landeskirche, Prorektor und Professor für Biblische Theologie und Antikes Judentum an der Internationalen Hochschule Liebenzell.

## Leben und Wirken
Roland Deines wuchs in Herrenberg auf und absolvierte nach dem Abitur am Schickhardt-Gymnasium Herrenberg von 1981 bis 1987 ein Studium der Evangelischen Theologie an der Freien Evangelisch-Theologischen Akademie Basel, der Universität Basel und der Theologischen Fakultät der Eberhard Karls Universität Tübingen, wo er 1989 die Erste Theologische Dienstprüfung ablegte. Nach einem Studienjahr an der Hebräischen Universität Jerusalem war er zwischen 1991 und 1995 Assistent am Institutum Judaicum der Evangelisch-Theologischen Fakultät der Universität Tübingen. Während dieser Zeit hatte er auch einige Module in der Fakultät für Religionsgeschichte und Archäologie absolviert. Es folgte bis 1997 das Vikariat in der Württembergischen Landeskirche in Deckenpfronn, das mit dem Zweiten Theologischen Examen und Ordination abschloss.
1997 promovierte er im Fachbereich Neues Testament unter Martin Hengel an der Universität Tübingen mit seiner Dissertation über Die Pharisäer im Spiegel christlicher und jüdischer Forschung seit Wellhausen und Graetz (ca. 1860–1940) mit Summa cum laude. Nach dem Vikariat war er für ein Jahr Assistent bei Volkmar Fritz am Deutschen Evangelischen Institut für die Altertumswissenschaft des Heiligen Landes in Jerusalem und vertrat danach bis 1999 als Assistent die akademische Ratsstelle am Institutum Judaicum der Evangelisch-Theologischen Fakultät in Tübingen.
Zwischen 1999 und 2001 war er Stipendiat der Deutschen Forschungsgemeinschaft für ein Habilitationsprojekt und wurde 2004 an der Universität Tübingen mit der Arbeit “Die Gerechtigkeit der Tora im Reich des Messias. Studien zu Matthäus 5,13–20” habilitiert. Von 2001 bis 2006 arbeitete er als Assistent von Karl-Wilhelm Niebuhr am Projekt Corpus Judaeo-Hellenisticum Novi Testamenti an der Theologischen Fakultät der Friedrich-Schiller-Universität Jena. Während dieser Zeit lehrte er zwischen 2003 und 2005 für drei Semester Gastdozent an der Ben-Gurion-Universität im Negev in Israel, wo er für die Zeit von 2005 bis 2008 zum Adjunct Associate Professor ernannt wurde. Darüber hinaus war er zusammen mit Professor Zipora Talshir und Professor Cana Werman mitverantwortlich für das dortige Deichmann Program for Jewish and Christian Literature of the Hellenistic-Roman Era und die von 2005–2016 abgehaltenen Deichmann Lectures.
An der University of Nottingham war er von 2006 bis 2016 tätig, zuerst als Dozent (Lecturer), ab 2008 als Associate Professor und ab 2009 Professor für Neues Testament. Seit 2017 hat er einen Lehrstuhl für Biblische Theologie und Antikes Judentum an der Internationalen Hochschule Liebenzell (IHL). Im Oktober 2018 übernahm er von Rainer Riesner die Verantwortung für die Internationale Doktorandenarbeit im Albrecht-Bengel-Haus. 2022 dozierte er an der Evangelical University, einer Partnerhochschule der IHL in Sambia. Seit 2022 ist er Prorektor der IHL.
Seine Forschungsschwerpunkte sind die Evangelien- (besonders Evangelium nach Matthäus) und Jesusforschung, Wissenschaftsgeschichte, Bibelwissenschaften, Antikes Judentum; Offenbarungsprozesse, Schriftwerdung und Kanon; das Geschichtshandeln Gottes als methodologische Frage; Pharisäer sowie Jüdische Archäologie des neutestamentlichen Zeitalters.

## Mitgliedschaften
- British New Testament Society
- Deutscher Palästinaverein
- International Society for the Study of Deuterocanonical and Cognate Literature
- Societas Novi Testamenti Studiorum (SNTS)
- Society of Biblical Literature (SBL)
- Wissenschaftliche Gesellschaft für Theologie
- Mitglied im Leitungsteam des Corpus Judaeo Hellenisticum Novi Testamenti.[7]
- Stellvertretender Vorsitzender im Arbeitskreis für evangelikale Theologie (AfeT)
- Mitglied des 2020 gegründeten Netzwerks Wissenschaftsfreiheit.[8]

## Privates
Seit 1985 ist er mit seiner Frau Renate verheiratet. Sie haben einen Sohn, der 1998 in Jerusalem geboren wurde.

## Veröffentlichungen (Auswahl)
- Johann Valentin Andreae (Schriftenreihe „Das Gäu – Geschichte – Persönlichkeiten – Wirtschaft“, Heft 13), Volksbank, Herrenberg 1986.
- Jüdische Steingefässe und pharisäische Frömmigkeit. Ein archäologisch-historischer Beitrag zum Verständnis von Joh 2,6 und der jüdischen Reinheitshalacha zur Zeit Jesu, Mohr Siebeck Verlag, Tübingen 1993, ISBN 978-3-16-146022-7.
- Die Pharisäer. Ihr Verständnis im Spiegel der christlichen und jüdischen Forschung seit Wellhausen und Graetz (WUNT 101; zugl. Dissertation, Universität Tübingen 1996/97), Mohr Siebeck, Tübingen 1997, ISBN 978-3-16-146808-7.
- Die Gerechtigkeit der Tora im Reich des Messias: Mt 5,13–20 als Schlüsseltext der matthäischen Theologie (WUNT 177; zugl. Habilitations-Schrift, Universität Tübingen 2004), Mohr Siebeck, Tübingen 2004, ISBN 978-3-16-148406-3.
- Acts of god in history: studies towards recovering a theological historiography (hg. Christoph Ochs und Peter Watts), Mohr Siebeck, Tübingen 2013, ISBN 978-3-16-152181-2.
- Jakobus. Im Schatten des Größeren, Evangelische Verlagsanstalt, Leipzig 2017, ISBN 978-3-374-04027-8.

als (Mit)Herausgeber
- Philo und das Neue Testament: wechselseitige Wahrnehmungen (WUNT 172; 1. Internationales Symposium zum Corpus Judaeo-Hellenisticum, 1. – 4. Mai 2003, Eisenach/Jena), Mohr Siebeck, Tübingen 2004, ISBN 978-3-16-148396-7.
- Walter Grundmann. Ein Neutestamentler im Dritten Reich, Evangelische Verlagsanstalt, Leipzig 2007, ISBN 978-3-374-02476-6.
- Darrell L. Bock: Jesus and the New Gospels: From Da Vinci Code to Jesus’ Tomb (Deichmann Studies in Jewish and Christian Literature of the Hellenistic-Roman Era), hg. mit Cana Werman, Ben-Gurion University of the Negev Press, Beer-Sheva 2010.
- Neues Testament und hellenistisch-jüdische Alltagskultur: wechselseitige Wahrnehmungen (WUNT 274; III. Internationales Symposium zum Corpus Judaeo-Hellenisticum Novi Testamenti, 21. – 24. Mai 2009, Leipzig), Mohr Siebeck, Tübingen 2011, ISBN 978-3-16-150170-8.
- Die Zeloten. Untersuchungen zur jüdischen Freiheitsbewegung in der Zeit von Herodes I. bis 70 n. Chr, DNB 480080445 (WUNT 283; zugl. Martin Hengel: Dissertation Universität Tübingen, Evangelische Theologie-Fakultät, 1959), durchgesehene und ergänzte Auflage, herausgegeben von Roland Deines und Claus-Jürgen Thornton, Mohr Siebeck 2011, ISBN 978-3-16-150776-2.
- Why does the Bible Matter? The significance of the Bible for contemporary life, hg. mit C. L. Crouch und Mark Wreford, Bible Society, Stonehill Green 2016, ISBN 978-0-564-04527-3.
- Mit der Bibel Glauben lernen: Kleine Beiträge (Edition IHL, mit Beiträgen von Hartmut Schmid), Regeneratio-Verlag, Schömberg 2023, ISBN 978-3-946562-01-6.
- Theologische Positionierungen: Kleine Beiträge (Edition IHL, mit Volker Gäckle), Regeneratio-Verlag, Schömberg 2024, ISBN 978-3-946562-03-0.

Aufsätze
- Jesus und der „vollkommene Lehrer“. In: DAMALS. Das aktuelle Geschichtsmagazin, Heft 3/1993, S. 24–29.
- Das Geheimnis von Qumran. Wahrheit und Spekulation um die Schriftenfunde am Toten Meer. In: Katholisches Sonntagsblatt. Kirchenzeitung für die Diözese Rottenburg-Stuttgart 141 (1993), Nr. 33–36.
- Die Abwehr der Fremden in den Texten aus Qumran. Zum Verständnis der Fremdenfeindlichkeit in der Qumrangemeinde. In: Die Heiden. Juden, Christen und das Problem des Fremden, hg. von R. Feldmeier und U. Heckel, WUNT 70, Mohr Siebeck, Tübingen 1994.
- Reinheit als Waffe im Kampf gegen Rom. Zum religiösen Hintergrund der jüdischen Aufstandsbewegung. In: Mit Thora und Todesmut. Judäa im Widerstand gegen die Römer von Herodes bis Bar-Kochba, Württembergisches Landesmuseum Stuttgart. Archäologische Sammlungen: Führer und Bestandskataloge III, hg. von H.-P. Kuhnen, Stuttgart 1994.
- Karl Ludwig Kühnle: Über das Leben eines Staunenden. In: Karl Kühnle. Kunstmaler (1900–1981), hg. von H. Bathelt, Herrenberg 2000.
- Pharisäer und Pietisten – ein Vergleich zwischen zwei analogen Frömmigkeitsbewegungen. In: JETh 14 (2000), S. 113–133.
- Wissenschaft des Judentums und protestantische Universitätstheologie im wilhelminischen Deutschland. Anfragen zu einem wichtigen neuen Buch von Christian Wiese. In: Judaica 57 (2001), S. 137–149.
- The Pharisees Between “Judaisms” and “Common Judaism”. In: Justification and Variegated Nomism: A Fresh Appraisal of Paul and Second Temple Judaism, Bd. 1: The Complexities of Second Temple Judaism, hg. von D. A. Carson u. a., WUNT II/140, Mohr Siebeck, Tübingen 2001, S. 443–504.
- Jakobus und Josephus. Der (mögliche) Beitrag der Vita zum geplanten Corpus Judaeo-Hellenisticum Novi Testamenti. In: Internationales Josephus-Kolloquium Dortmund 2002, hg. von J. U. Kalms und F. Siegert, MJSt 14, Lit, Münster 2003, S, 34–61.
- Emmaus in der jüdischen Tradition. In: Emmaus in Judäa. Geschichte – Exegese – Archäologie, hg. von K.-H. Fleckenstein, M. Louhivuori und R. Riesner, Biblische Archäologie und Zeitgeschichte Bd. 11, Brunnen, Gießen 2003, S. 40–86.
- Die Bedeutung des Landes Israel in christlicher Perspektive. In: Judaica 62 (2006), S. 309–330.
- Die Pharisäer und das Volk im Neuen Testament und bei Josephus. In: Josephus und das Neue Testament. Wechselseitige Wahrnehmungen. II. Internationales Symposium zum Corpus Judaeo-Hellenisticum. 25.–28. Mai 2006, Greifswald. Hg. v. Ch. Böttrich u. J. Herzer. WUNT 209, Mohr Siebeck, Tübingen 2007, S. 147–180.
- Can the ‘Real’ Jesus be Identified with the Historical Jesus? A Review of the Pope’s Challenge to Biblical Scholarship and the Ongoing Debate. In: The Pope and Jesus of Nazareth: Christ, Scripture and the Church, hg. von A. Pabst und A. Paddison, Veritas, SCM, London 2009, S. 199–232.
- Martin Hengel 1926–2009. In: SBL Obituary, 13. Juli 2009.
- The Corpus Judaeo-Hellenisticum Novi Testamenti-Project: From the Past to the Future (zusammen mit Karl-Wilhelm Niebuhr). In: Early Christianity 1 (2010), S. 633–639.
- Jüdische Steingefäße aus der Zeit von Herodes bis Bar Kochba. In: Judäa und Jerusalem. Leben in römischer Zeit, hg. von J. Schefzyk und W. Zwickel, Katholisches Bibelwerk, Stuttgart 2010, S. 134–137.
- Non-literary Sources for the Interpretation of the New Testament: Methodological Considerations and Case Studies Related to the Corpus Judaeo-Hellenisticum. In: Neues Testament und hellenistisch-jüdische Alltagskultur. Wechselseitige Wahrnehmungen: III. Internationales Symposium zum Corpus Judaeo-Hellenisticum Novi Testamenti 21.–24. Mai 2009, Leipzig, hg. mit Jens Herzer und Karl-Wilhelm Niebuhr, WUNT 274, Mohr Siebeck, Tübingen 2011, S. 25–66.
- Alltägliche Reinheit: Jüdische Gefäße aus Kalkstein. In: Welt und Umwelt der Bibel 16/1 (2012), S. 66f.
- Martin Hengel (1926–2009): A Scholar’s Life in the Service of Christology. In: Earliest Christian History. Essays from the Tyndale Fellowship in Honor of Martin Hengel, hg. von M. F. Bird und J. Maston, WUNT II.320, Mohr Siebeck, Tübingen 2012, S. 33–72.
- Vorbild und Fundament: Nicht nur das Matthäusevangelium weist dem Apostel Petrus eine besondere Rolle zu. In: Zeitzeichen: Evangelische Kommentare zu Religion und Gesellschaft 13/9, September 2012, S. 30–32.
- The Pharisees—Good Guys with Bad Press. In: Biblical Archaeology Review 39/4 (2013), 22, S. 57–58.
- God or Mammon: The Danger of Wealth in the Jesus Tradition and in the Epistle of James. In: Anthropologie und Ethik im Frühjudentum und im Neuen Testament. Wechselseitige Wahrnehmungen: Internationales Symposium in Verbindung mit dem Projekt Corpus Judaeo-Hellenisticum Novi Testamenti (CJHNT) 17.–20. Mai 2012, Heidelberg, hg. von Matthias Konradt und Esther Schläpfer, WUNT 322, Mohr Siebeck, Tübingen 2014, S. 327–385.
- Galilee and the Historical Jesus in Recent Research. In: Galilee in the Late Second Temple and Mishnaic Period I: Life, Culture, and Society, hg. von David A. Fiensy und James R. Strange, Fortress, Minneapolis 2014, S. 11–48.
- Gerechtigkeit, die zum Leben führt. Die christologische Bestimmtheit der Glaubenden bei Matthäus. In: Zeitschrift für Neues Testament 18 (2015), 46–56.
- Biblische Texte und zeitgeschichtliche Deutungen: Neutestamentler und die nationalsozialistische Machtergreifung. In: Geschichte und Gott. XV. Europäischer Kongress für Theologie (14.–18. September 2014 in Berlin), hg. von Michael Meyer-Blanck, VWGTh 44, Evangelische Verlagsanstalt, Leipzig 2016, S. 442–482.
- God’s Revelation Through Torah, Creation, and History: Interpreting the Zodiac Mosaics in Synagogues. In: Jewish Art in Its Late Antique Context, hg. von Uzi Leibner und Catherine Hezser, TSAJ 163, Mohr Siebeck, Tübingen 2016, S. 155–186.
- Der Messiasanspruch Jesu im Kontext frühjüdischer Messiaserwartungen. In: Der jüdische Messias Jesus und sein jüdischer Apostel Paulus, hg. von A. D. Baum, D. Häußer und E. L. Rehfeld, WUNT II.425, Mohr Siebeck, Tübingen 2016, S. 49–106.
- Why the Bible Matters: A Gospel View. In: Why does the Bible Matter? The Significance of the Bible for Contemporary Life, hg. mit C. L. Crouch und M. Wreford, Bible Society, Stonehill Green 2016, S. 14–25.
- Leiblichkeit und Sexualität im Neuen Testament. Christliches Ethos zwischen Schöpfungs- und Offenbarungswort. In: Das Leben der Geschlechter. Zwischen Gottesgabe und menschlicher Gestaltung, hg. von Christoph Raedel, EThD 24, Lit, Berlin 2017, S. 35–85.
- The Description of Faith in the Gospel of Matthew. In: Treasures New and Old, FS D. A. Hagner, hg. von Carl S. Sweatman und Clifford B. Kvidahl, GlossaHouse Festschrift Series 1, GlossaHouse, Wilmore, KY 2017, S. 125–164.
- Der Tod des Gottessohnes und das ewige Leben der Menschen. In: Die Rede von Jesus Christus als Glaubensaussage: Der zweite Artikel des Apostolischen Glaubensbekenntnisses im Gespräch zwischen Bibelwissenschaft und Dogmatik, hg. von Jens Herzer, Anne Käfer und Jörg Frey, UTB, Mohr Siebeck, Tübingen 2018.
- The Holy Spirit in Matthew’s Gospel. In: The Earliest Perceptions of Jesus in Context: Essays in Honour of John Nolland, hg. von Aaron White, Craig A. Evans und David Wenham, LNTS 566, Bloomsbury T&T Clark, London 2018, S. 213–235.

Lexikonartikel
- In: Das Große Bibellexikon, Bd. 2, 1988
  - Himmel • Hosianna • Jauchzen • Lied • Nichts • Not
- In: Das Große Bibellexikon, Bd. 3, 1989
  - Paradies • Sanftmut • Sänger • Schmerz • Seufzen • Unglück • Weinen
- In: Lexikon für Theologie und Kirche, Bd. 8, 1999
  - Pharisäer • Reinheit / Kultische Reinheit III. Judentum • Reinigungen II. Altes Testament und Judentum • Sadduzäer
- In: Metzler Lexikon Religion. Gegenwart – Alltag – Medien, Bd. 3, 2000:
  - Talmud/Talmudismus
- In: Theologisches Begriffslexikon zum Neuen Testament, Bd. 2, 2000
  - Kleidung • Pharisäer.
- In: Der Neue Pauly. Enzyklopädie der Antike, Bd. 9, 2000
  - Pharisäer
- Der Neue Pauly. Enzyklopädie der Antike, Bd. 10, 2001
  - Sadduzäer
- In: Calwer Bibellexikon, Bd. 1, 2003
  - Antipater I–III • Antipatris • Anziehen • Archelaus • Aristobul I–IV • Artemis • Backen • Bad, baden • Benediktion • Berakhot • Berenike • Brot • Damaskusschrift • Drusilla • Entsündigung • Fundamentalismus • Fußwaschung • Gamaliel • Gemeinderegel • Gemeinschaft • Gemeinschaftsregel • Habakuk-Pescher • Halacha • Hasidäer • Hasmonäer • Hillel • Hymnenrolle • Irden • Jehuda ha-Nasi • Jochanan b. Zakkai • Johannes Hyrkanos • Joma • Josephus • Jüdische Altertümer • Jüdischer Krieg • Kriegsrolle • Kupferrolle
- In: Calwer Bibellexikon, Bd. 2, 2003
  - Makkabäer • Makkabäus • Ossuar • Pesachim • Rabbinisches Judentum • Rein und unrein • Reinigungseid • Reinigungswasser • Rosch-Ha-Schana • Sadduzäer • Salome Alexandra • Schabbat • Schammai • Schreiber • Schriftgelehrter • Schriftrolle • Tempelrolle • Waschung • Wasser • Wasserleitung • Wassersüchtig
- In: Theologische Realenzyklopädie, Bd. 36, 2004
  - Zeloten
- In: Handbuch des Antisemitismus: Judenfeindschaft in Geschichte und Gegenwart, Bd. 2/1, 2009
  - Grundmann, Walter
- In: Dictionary of Early Judaism, 2010
  - Pharisees
- In: Encyclopedia of the Bible and Its Reception, Bd. 11, 2015
  - Hengel, Martin.
- In: Evangelisches Lexikon für Theologie und Gemeinde, Bd. 1, 2017
  - Alter III. biblisch • Anbetung I. biblisch • Apostelkonzil • Auferstehung Jesu I. biblisch • Bornhäuser, Karl (1868–1947) • Bornkamm, Günther (1905–1990) • Büchsel, Hermann Martin Friedrich (1883–1945) • Deichmann, Heinz-Horst (1926–2014) • Dodd, Charles Harold (1884–1973) • Erkenntnis III. biblisch • Evangelien, neutestamentliche.
- In: Evangelisches Lexikon für Theologie und Gemeinde, Bd. 2, 2019
  - Gerechtigkeit II. biblisch • Goldene Regel I. Religionsgeschichtlich • Goldene Regel II: Neues Testament • Habsucht • Hengel, Martin (1926–2009) • Himmelfahrt Jesu Christi • Historischer Jesus • Jesus Christus.
- In: T&T Clark Encyclopaedia of Second Temple Judaism, 2019
  - Pharisees • Stone Vessels.

## Auszeichnungen
- 1997: Promotionspreis der Evangelisch-Theologischen Fakultät Tübingen für die beste Dissertation im Studienjahr 1996/97.
- 1997: Johann-Tobias-Beck-Preis für seine Dissertation.
- 2005: Ehrenpreis der Adolf-Schlatter-Stiftung für seine Habilitations-Schrift.[9]